# Internegatiu Reversible de Color
CRI, acrònim per a Internegatiu Reversible de Color, és el procés de duplicació de pel·lícula analògica creat durant la dècada dels 70 per Kodak, una de les companyies més importants en la indústria de la fotografia analògica. Va ser dissenyat com a solució pels mètodes de duplicació de pel·lícules existents en aquell moment, que requerien adaptar-se al nou ritme de la indústria televisiva. Així doncs, tot i que el CRI va ser creat amb la intenció de ser usat a la televisió, va començar a fer-se servir en llargmetratges durant els setanta.
Aquest nou sistema funcionava com un equivalent a color de l'existent gra positiu, una imatge positiva en blanc i negre generada a partir d'un negatiu i emprada per crear copies. En altres paraules, els CRI eren utilitzats com a negatius temporals. Sent aquest el cas, tendien a esborrar-se durant els primers anys de la seva creació, ja que, químicament, no eren prou estables. Per tal de seguir duplicant la pel·lícula, s'havien de crear nous models fent ús el material original, el vertader negatiu creat per la càmera. Així doncs, la manca de fiabilitat del CRI resultava massa evident per ser passada per alt, encara que el sistema garantia una alta definició i reduïa l'aparició de gra al material, i va deixar de ser produït l'any 1993. Les còpies creades amb CRI encara poden ser impreses, però la naturalesa inestable de la seva estructura química no garanteix que la imatge segueixi visible.